# Бечка офанзива
Бечка офанзива је војна операција Другог украјинског фронта са командантом Родионом Малиновским и Треће украјинске фронте са командантом Фјодором Толбухином. Одржао се између 16. марта и 15. априла 1945, до преузимања Беча. На путу ка главном граду Аустрије поражена је 6. тенковска армија СС-а. 13. априла 1945. освојен је Беч. Успешна борбена дејства Прве бугарске армије у оквиру тзв Чаковске операције осигурале су јужни бок 3. украјинског фронта током вођења бечке операције.